# Championnat de Russie de football de troisième division 2013-2014
Navigation
Édition précédente Édition suivante
La saison 2013-2014 de PFL est la vingt-deuxième édition de la troisième division russe. C'est la troisième édition à suivre un calendrier « automne-printemps » à cheval sur deux années civiles. Elle prend place du 12 juillet 2013 au 5 juin 2014.
Soixante-douze clubs du pays sont divisés en cinq zones géographiques (Centre, Est, Ouest, Oural-Povoljié, Sud) contenant entre neuf et dix-huit équipes chacune, où ils s'affrontent deux à trois fois, à domicile et à l'extérieur. En fin de saison, le dernier de chaque zone est relégué en quatrième division, tandis que le vainqueur de chaque zone est directement promu en deuxième division.

## Compétition

### Règlement
Le classement est établi sur le barème de points suivant : trois points pour une victoire, un pour un match nul et aucun pour une défaite. Pour départager les équipes à égalité de points, les critères suivants sont utilisés :
1. Nombre de matchs gagnés
2. Confrontations directes (points, matchs gagnés, différence de buts, buts marqués, buts marqués à l'extérieur)
3. Différence de buts générale
4. Buts marqués (général)
5. Buts marqués à l'extérieur (général)[1]

### Zone Centre

#### Participants
Légende des couleurs
- Promu de quatrième division

| Club                         | D3 depuis | Classement 2012-2013 |
| ---------------------------- | --------- | -------------------- |
| Fakel Voronej                | 2012      | 2                    |
| Sokol Saratov                | 2007      | 3                    |
| Metallourg Lipetsk           | 2010      | 4                    |
| FK Kalouga                   | 2010      | 5                    |
| Zénith Penza                 | 2010      | 6                    |
| Podolie Podolsk              | 2011      | 7                    |
| Vitiaz Podolsk               | 2010      | 8                    |
| Avangard Koursk              | 2011      | 9                    |
| Lokomotiv Liski              | 2005      | 10                   |
| Zvezda Riazan                | 2010      | 11                   |
| Metallourg Vyksa             | 2012      | 13                   |
| Metallourg-Oskol Stary Oskol | 2008      | 14                   |
| FK Orel                      | 2008      | 16                   |
| Dinamo Briansk               | 2013      | 1 (D4, Tchernozem)   |
| Spartak-2 Moscou             | 2013      | Formation            |
| FK Tambov                    | 2013      | Formation            |

#### Classement
| Rang | Équipe                       | Pts | J  | G  | N  | P  | Bp | Bc | Diff |
| ---- | ---------------------------- | --- | -- | -- | -- | -- | -- | -- | ---- |
| 1    | Sokol Saratov                | 69  | 30 | 21 | 6  | 3  | 62 | 24 | +38  |
| 2    | Vitiaz Podolsk               | 60  | 30 | 19 | 3  | 8  | 51 | 32 | +19  |
| 3    | Fakel Voronej                | 60  | 30 | 17 | 9  | 4  | 47 | 21 | +26  |
| 4    | Spartak-2 Moscou P           | 50  | 30 | 15 | 5  | 10 | 58 | 40 | +18  |
| 5    | Dinamo Briansk P             | 48  | 30 | 14 | 6  | 10 | 35 | 32 | +3   |
| 6    | FK Kalouga                   | 45  | 30 | 12 | 9  | 9  | 44 | 36 | +8   |
| 7    | Podolie Podolsk              | 42  | 30 | 13 | 3  | 14 | 41 | 52 | -11  |
| 8    | Avangard Koursk              | 42  | 30 | 12 | 6  | 12 | 37 | 39 | -2   |
| 9    | Metallourg Lipetsk           | 40  | 30 | 11 | 7  | 12 | 35 | 36 | -1   |
| 10   | Zénith Penza                 | 35  | 30 | 7  | 14 | 9  | 28 | 29 | -1   |
| 11   | Zvezda Riazan                | 33  | 30 | 7  | 12 | 11 | 20 | 30 | -10  |
| 12   | FK Tambov                    | 31  | 30 | 8  | 7  | 15 | 38 | 44 | -6   |
| 13   | FK Orel                      | 29  | 30 | 8  | 5  | 17 | 30 | 41 | -11  |
| 14   | Lokomotiv Liski              | 29  | 30 | 7  | 8  | 15 | 31 | 42 | -11  |
| 15   | Metallourg Vyksa             | 29  | 30 | 6  | 11 | 13 | 25 | 40 | -15  |
| 16   | Metallourg-Oskol Stary Oskol | 19  | 30 | 4  | 7  | 19 | 22 | 66 | -44  |

Promotion en deuxième division
- 1er : promotion

Relégation en quatrième division
- 16e : abandon

Abréviations
- P : Promu de quatrième division

1. ↑  Le Metallourg-Oskol Stary Oskol se retire de la compétition le 20 février 2014 avec dix matchs restants[2]. Ces matchs sont comptés comme des défaites sur tapis vert sur le score de 3-0 en faveur de l'équipe adverse.

### Zone Est

#### Participants
| Club                         | D3 depuis | Classement 2012-2013 |
| ---------------------------- | --------- | -------------------- |
| FK Tchita                    | 2010      | 2                    |
| Sakhaline Ioujno-Sakhalinsk  | 2007      | 3                    |
| Amour-2010 Blagovechtchensk  | 2011      | 4                    |
| Smena Komsomolsk-sur-l'Amour | 2002      | 5                    |
| Iakoutia Iakoutsk            | 2011      | 7                    |
| Baïkal Irkoutsk              | 2010      | 8                    |
| Irtych Omsk                  | 2011      | 9                    |
| Sibiriak Bratsk              | 1998      | 10                   |
| Sibir-2 Novossibirsk         | 2011      | 11                   |

#### Classement
| Rang | Équipe                       | Pts | J  | G  | N | P  | Bp | Bc | Diff |
| ---- | ---------------------------- | --- | -- | -- | - | -- | -- | -- | ---- |
| 1    | Sakhaline Ioujno-Sakhalinsk  | 51  | 24 | 15 | 6 | 3  | 44 | 61 | -17  |
| 2    | FK Tchita                    | 42  | 24 | 12 | 6 | 6  | 31 | 20 | +11  |
| 3    | Smena Komsomolsk-sur-l'Amour | 41  | 24 | 12 | 5 | 7  | 33 | 18 | +15  |
| 4    | Amour-2010 Blagovechtchensk  | 38  | 24 | 11 | 5 | 8  | 30 | 24 | +6   |
| 5    | Baïkal Irkoutsk              | 36  | 24 | 9  | 9 | 6  | 31 | 20 | +11  |
| 6    | Iakoutia Iakoutsk            | 35  | 24 | 10 | 5 | 9  | 36 | 36 | 0    |
| 7    | Irtych Omsk                  | 32  | 24 | 8  | 8 | 8  | 28 | 28 | 0    |
| 8    | Sibir-2 Novossibirsk         | 14  | 24 | 4  | 2 | 18 | 15 | 45 | -30  |
| 9    | Sibiriak Bratsk              | 10  | 24 | 2  | 4 | 18 | 11 | 52 | -41  |

Promotion en deuxième division
- 1er : promotion

Relégation en quatrième division
- 9e : relégation

### Zone Ouest

#### Participants
Légende des couleurs
- Relégué de deuxième division
- Promu de quatrième division

| Club                           | D3 depuis | Classement 2012-2013 |
| ------------------------------ | --------- | -------------------- |
| FK Khimki                      | 2013      | 16 (D2)              |
| Pskov-747                      | 2008      | 2                    |
| Tekstilchtchik Ivanovo         | 2011      | 3                    |
| FK Dolgoproudny                | 2012      | 4                    |
| Volga Tver                     | 2004      | 5                    |
| Dniepr Smolensk                | 2009      | 6                    |
| Lokomotiv-2 Moscou             | 2009      | 7                    |
| Spartak Kostroma               | 1998      | 8                    |
| Sever Mourmansk                | 2008      | 9                    |
| FK Vologda                     | 2012      | 10                   |
| Znamia Trouda Orekhovo-Zouïevo | 2007      | 12                   |
| Rus Saint-Pétersbourg          | 2012      | 13                   |
| FK Kolomna                     | 2013      | 1 (D4, Podmoskovié)  |
| Torpedo Vladimir               | 2013      | 4 (D4, Anneau d'or)  |
| Stroguino Moscou               | 2013      | 13 (D4, Moscou)      |
| FK Tosno                       | 2013      | Formation            |
| Zénith-2 Saint-Pétersbourg     | 2013      | Formation            |

#### Classement
| Rang | Équipe                         | Pts | J  | G  | N  | P  | Bp | Bc | Diff |
| ---- | ------------------------------ | --- | -- | -- | -- | -- | -- | -- | ---- |
| 1    | FK Tosno P                     | 71  | 32 | 21 | 8  | 3  | 51 | 16 | +35  |
| 2    | Tekstilchtchik Ivanovo         | 67  | 32 | 20 | 7  | 5  | 58 | 32 | +26  |
| 3    | FK Khimki R                    | 58  | 32 | 16 | 10 | 6  | 67 | 37 | +30  |
| 4    | Pskov-747                      | 56  | 32 | 17 | 5  | 10 | 44 | 31 | +13  |
| 5    | Dniepr Smolensk                | 52  | 32 | 15 | 7  | 10 | 48 | 43 | +5   |
| 6    | Torpedo Vladimir P             | 49  | 32 | 14 | 7  | 11 | 48 | 38 | +10  |
| 7    | Sever Mourmansk                | 48  | 32 | 13 | 9  | 10 | 39 | 34 | +5   |
| 8    | FK Dolgoproudny                | 45  | 32 | 12 | 9  | 11 | 40 | 32 | +8   |
| 9    | Lokomotiv-2 Moscou             | 45  | 32 | 11 | 12 | 9  | 49 | 40 | +9   |
| 10   | Zénith-2 Saint-Pétersbourg P   | 43  | 32 | 11 | 10 | 11 | 43 | 43 | 0    |
| 11   | Stroguino Moscou P             | 39  | 32 | 11 | 6  | 15 | 37 | 39 | -2   |
| 12   | Spartak Kostroma               | 36  | 32 | 10 | 6  | 16 | 31 | 33 | -2   |
| 13   | FK Kolomna P                   | 35  | 32 | 10 | 5  | 17 | 32 | 56 | -24  |
| 14   | Znamia Trouda Orekhovo-Zouïevo | 30  | 32 | 7  | 9  | 16 | 19 | 52 | -33  |
| 15   | FK Vologda                     | 29  | 32 | 7  | 8  | 17 | 34 | 49 | -15  |
| 16   | Volga Tver                     | 26  | 32 | 6  | 8  | 18 | 28 | 52 | -24  |
| 17   | Rus Saint-Pétersbourg          | 20  | 32 | 4  | 8  | 20 | 16 | 57 | -41  |

Promotion en deuxième division
- 1er : promotion

Relégation en quatrième division
- 7e, 9e et 15e : rétrogradation

- 17e : abandon

Abréviations
- P : Promu de quatrième division
- R : Relégué de deuxième division

1. 1 2  Le Sever Mourmansk[3] et le FK Vologda sont rétrogradés à l'issue de la saison pour des raisons financières.
2. ↑  L'équipe 2 du Lokomotiv Moscou est dissous à l'issue de la saison.
3. ↑  Le Rus Saint-Pétersbourg se retire de la compétition le 5 mars 2014 avec onze matchs restants[4]. Ces matchs sont comptés comme des défaites sur tapis vert sur le score de 3-0 en faveur de l'équipe adverse.

### Zone Oural-Povoljié
Dans la zone Oural-Povoljié, les douze équipes s'affrontent par deux fois avant d'être divisées en deux groupes, promotion et relégation, de six équipes qui s'affrontent une fois pour déterminer le classement final.

#### Participants
| Club                     | D3 depuis | Classement 2012-2013 |
| ------------------------ | --------- | -------------------- |
| FK Tioumen               | 2006      | 2                    |
| Volga Oulianovsk         | 2009      | 3                    |
| FK Tcheliabinsk          | 1998      | 4                    |
| Lada Togliatti           | 2012      | 5                    |
| Zénith Ijevsk            | 2011      | 6                    |
| Syzran-2003              | 2011      | 7                    |
| Rubin-2 Kazan            | 2004      | 8                    |
| Kamaz Naberejnye Tchelny | 2012      | 10                   |
| Dinamo Kirov             | 1999      | 11                   |
| Nosta Novotroïtsk        | 2010      | 12                   |
| Oktan Perm               | 2011      | 13                   |
| Spartak Iochkar-Ola      | 2012      | 15                   |

#### Première phase
| Rang | Équipe                   | Pts | J  | G  | N  | P  | Bp | Bc | Diff |
| ---- | ------------------------ | --- | -- | -- | -- | -- | -- | -- | ---- |
| 1    | FK Tioumen               | 53  | 22 | 17 | 2  | 3  | 34 | 13 | +21  |
| 2    | Volga Oulianovsk         | 50  | 22 | 16 | 2  | 4  | 31 | 18 | +13  |
| 3    | Kamaz Naberejnye Tchelny | 42  | 22 | 13 | 3  | 6  | 39 | 27 | +12  |
| 4    | FK Tcheliabinsk          | 38  | 22 | 11 | 5  | 6  | 38 | 19 | +19  |
| 5    | Syzran-2003              | 36  | 22 | 9  | 9  | 4  | 29 | 18 | +11  |
| 6    | Zénith Ijevsk            | 33  | 22 | 8  | 9  | 5  | 21 | 13 | +8   |
| 7    | Lada Togliatti           | 27  | 22 | 7  | 6  | 9  | 26 | 28 | -2   |
| 8    | Nosta Novotroïtsk        | 20  | 22 | 4  | 8  | 10 | 24 | 30 | -6   |
| 8    | Oktan Perm               | 17  | 22 | 3  | 8  | 11 | 12 | 31 | -19  |
| 10   | Spartak Iochkar-Ola      | 16  | 22 | 2  | 10 | 10 | 17 | 33 | -16  |
| 11   | Rubin-2 Kazan            | 14  | 22 | 3  | 5  | 14 | 14 | 44 | -30  |
| 12   | Dinamo Kirov             | 13  | 22 | 2  | 7  | 13 | 9  | 20 | -11  |

Qualifications
- 1er à 6e : groupe promotion

- 7e à 12e : groupe relégation

#### Deuxième phase

##### Groupe promotion
| Rang | Équipe                   | Pts | J  | G  | N  | P | Bp | Bc | Diff |
| ---- | ------------------------ | --- | -- | -- | -- | - | -- | -- | ---- |
| 1    | FK Tioumen               | 61  | 27 | 19 | 4  | 4 | 44 | 17 | +27  |
| 2    | Volga Oulianovsk         | 60  | 27 | 19 | 3  | 5 | 40 | 23 | +17  |
| 3    | Kamaz Naberejnye Tchelny | 49  | 27 | 15 | 4  | 8 | 44 | 36 | +8   |
| 4    | FK Tcheliabinsk          | 44  | 27 | 13 | 5  | 9 | 45 | 25 | +20  |
| 5    | Zénith Ijevsk            | 40  | 27 | 10 | 10 | 7 | 28 | 19 | +9   |
| 6    | Syzran-2003              | 40  | 27 | 10 | 10 | 7 | 33 | 30 | +3   |

Promotion en deuxième division
- 1er : promotion

##### Groupe relégation
| Rang | Équipe              | Pts | J  | G | N  | P  | Bp | Bc | Diff |
| ---- | ------------------- | --- | -- | - | -- | -- | -- | -- | ---- |
| 1    | Lada Togliatti      | 35  | 27 | 9 | 8  | 10 | 31 | 31 | 0    |
| 2    | Nosta Novotroïtsk   | 29  | 27 | 6 | 11 | 10 | 30 | 32 | -2   |
| 3    | Oktan Perm          | 25  | 27 | 5 | 10 | 12 | 17 | 35 | -18  |
| 4    | Dinamo Kirov        | 23  | 27 | 5 | 8  | 14 | 16 | 23 | -7   |
| 5    | Spartak Iochkar-Ola | 18  | 27 | 2 | 12 | 13 | 20 | 41 | -21  |
| 6    | Rubin-2 Kazan       | 16  | 27 | 3 | 7  | 17 | 18 | 54 | -36  |

Relégation en quatrième division
- 3e : rétrogradation

1. ↑  L'Oktan Perm se retire de la compétition à l'issue de la saison.

### Zone Sud

#### Participants
Légende des couleurs
- Relégué de deuxième division
- Promu de quatrième division

| Club                       | D3 depuis | Classement 2012-2013 |
| -------------------------- | --------- | -------------------- |
| Volgar Astrakhan           | 2013      | 17 (D2)              |
| Tchernomorets Novorossiisk | 2012      | 2                    |
| Torpedo Armavir            | 2009      | 3                    |
| FK Astrakhan               | 2000      | 4                    |
| Machouk-KMV Piatigorsk     | 2009      | 5                    |
| FK Taganrog                | 2006      | 6                    |
| Alania-2 Vladikavkaz       | 2011      | 7                    |
| Dagdizel Kaspiisk          | 2008      | 8                    |
| MITOS Novotcherkassk       | 2010      | 9                    |
| Biolog-Novokoubansk        | 2011      | 10                   |
| Energia Voljski            | 2007      | 11                   |
| Droujba Maïkop             | 1999      | 13                   |
| Gazprom Transgaz Stavropol | 2006      | 14                   |
| Olimpia Volgograd          | 2012      | 15                   |
| SKVO Rostov                | 2009      | 17                   |
| Terek-2 Grozny             | 2013      | Formation            |
| FK Krasnodar-2             | 2013      | Formation            |
| Vitiaz Krymsk              | 2013      | Réinscription        |

#### Classement
| Rang | Équipe                     | Pts | J  | G  | N  | P  | Bp | Bc | Diff |
| ---- | -------------------------- | --- | -- | -- | -- | -- | -- | -- | ---- |
| 1    | Volgar Astrakhan R         | 90  | 34 | 28 | 6  | 0  | 73 | 15 | +58  |
| 2    | Tchernomorets Novorossiisk | 85  | 34 | 27 | 4  | 3  | 74 | 19 | +55  |
| 3    | Vitiaz Krymsk P            | 60  | 34 | 17 | 9  | 8  | 48 | 31 | +17  |
| 4    | Olimpia Volgograd          | 58  | 34 | 17 | 7  | 10 | 51 | 35 | +16  |
| 5    | Dagdizel Kaspiisk          | 55  | 34 | 16 | 7  | 11 | 41 | 36 | +5   |
| 6    | MITOS Novotcherkassk       | 54  | 34 | 15 | 9  | 10 | 42 | 27 | +15  |
| 7    | FK Astrakhan               | 51  | 34 | 14 | 9  | 11 | 43 | 36 | +7   |
| 8    | SKVO Rostov                | 50  | 34 | 13 | 11 | 10 | 39 | 30 | +9   |
| 9    | Gazprom Transgaz Stavropol | 47  | 34 | 13 | 8  | 13 | 37 | 32 | +5   |
| 10   | Torpedo Armavir            | 46  | 34 | 12 | 10 | 12 | 41 | 41 | 0    |
| 11   | FK Taganrog                | 43  | 34 | 12 | 7  | 15 | 38 | 47 | -9   |
| 12   | Machouk-KMV Piatigorsk     | 34  | 34 | 9  | 7  | 18 | 28 | 54 | -26  |
| 13   | Alania-2 Vladikavkaz       | 33  | 34 | 10 | 3  | 21 | 43 | 65 | -22  |
| 14   | Biolog-Novokoubansk        | 33  | 34 | 7  | 12 | 15 | 37 | 53 | -16  |
| 15   | Droujba Maïkop             | 32  | 34 | 8  | 8  | 18 | 26 | 47 | -21  |
| 16   | Terek-2 Grozny P           | 30  | 34 | 7  | 9  | 18 | 30 | 53 | -23  |
| 17   | FK Krasnodar-2 P           | 27  | 34 | 7  | 6  | 21 | 35 | 66 | -31  |
| 18   | Energia Voljski            | 21  | 34 | 5  | 6  | 23 | 31 | 70 | -39  |

Promotion en deuxième division
- 1er : promotion

Relégation en quatrième division
- 18e : relégation

- 4e, 5e à 8e : rétrogradation

Abréviations
- P : Promu de quatrième division
- R : Relégué de deuxième division

1. 1 2  L'Olimpia Volgograd et le SKVO Rostov sont rétrogradés à l'issue de la saison pour des raisons financières.
2. ↑  Le Dagdizel Kaspiisk fusionne avec l'équipe de jeunes de l'Anji Makhatchkala pour former l'équipe 2 de ce dernier à l'issue de la saison.